# Piazzo (Segonzano)
Piazzo is een plaats (frazione) in de Italiaanse gemeente Segonzano.